# 九龍城裁判法院
九龍城裁判法院（英語：Kowloon City Magistrates' Courts；案号代码K）是香港九龍城區的一個裁判法院，位於九龍馬頭圍亞皆老街147M號九龍城法院大樓，鄰近香港眼科醫院。該大樓高13層（其中11層對公眾開放），是黃大仙區和九龍城區的最初級的刑事法院，大樓於2001年7月3日開始運作，為香港司法機構的第一座現代化法院大樓，取代於同日關閉、有接近30年歷史、現時已經被拆卸的新蒲崗裁判法院。

## 歷史
由於新蒲崗裁判法院大樓老化，政府斥資2億5000萬港元興建九龍城裁判法院。

## 設備
法院設有13個法庭和其他附屬設施，包括成人法庭、兒童法庭（第9至11法庭，9樓全層)，暫代區域法院（第12法庭）和專門處理保護令的法庭等，而其他設施則包括公眾諮議室、12個證人等候室、10個會議室、圖書館、保護證人室、拘留室、總務室及記者室等。
大樓屬多層實用建築，其主部建在亞皆老街和露明道的交界上，而位處露明道的後座設有平台花園，外牆以藍色的玻璃幕牆以及灰色和米白色的紙皮石組成。大樓原址前身是1939年建立、1992年關閉的亞皆老街難民營。

## 警方涉嫌闖入法院範圍截查及檢控市民
2020年8月14日下午5時許，九龍城警署分隊警員以違法「限聚令」為由，在戶外樓梯及平台範圍截查及驅趕多名市民，最後至少5名市民被票控。有被檢控的市民表示，當時正離開法院大樓是，卻被警員拉起長達近20米的封鎖線，不容許市民及記者進出，如同封鎖法院。媒體政府公開的地理空間信息服務，警員進入的樓梯、平台及停車場出入口的地方，都屬法院範圍。法政匯思大律師李安然指，警方進入法院範圍內執法，應需知會法庭並得到准許。司法機構不評論警方的行動。

## 持刀襲擊裁判官事件
事發於2024年11月4日上午10時許，一名懷疑有精神病的男子在九龍城裁判法院公眾席突然衝出，持刀襲擊裁判官王證瑜，庭警當場將該名男子制服，並起獲多把利刀，事件中3名警員及涉案男子俱受傷，需送往伊利沙伯醫院治理。

## 圖集

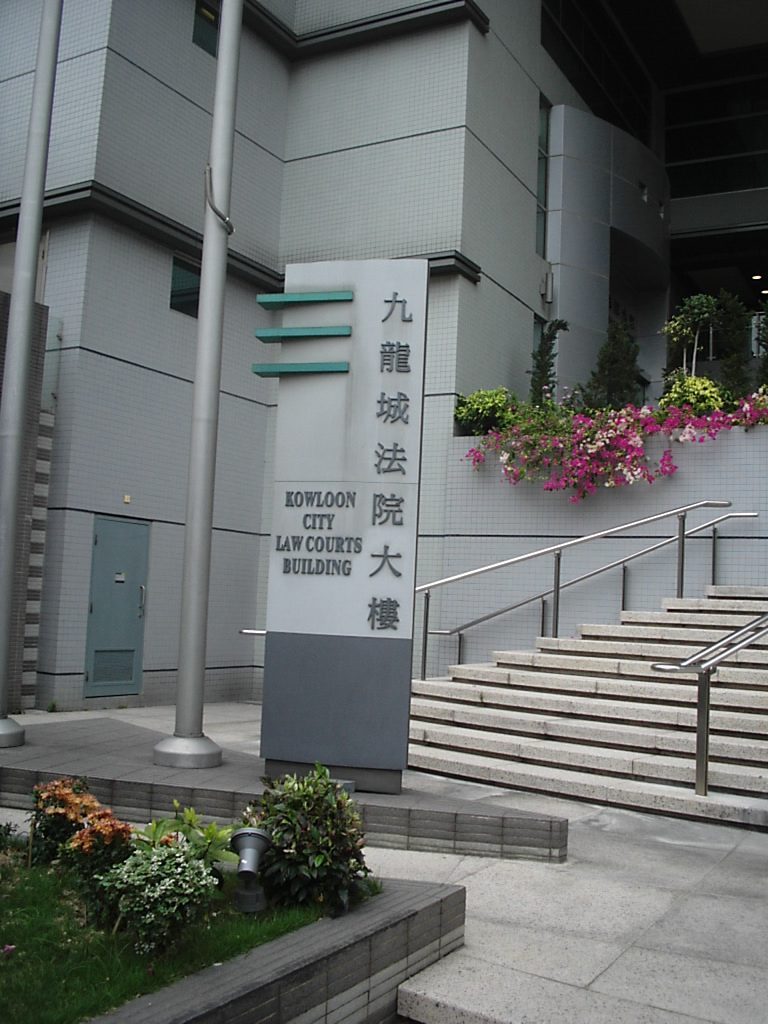
法院入口的門牌
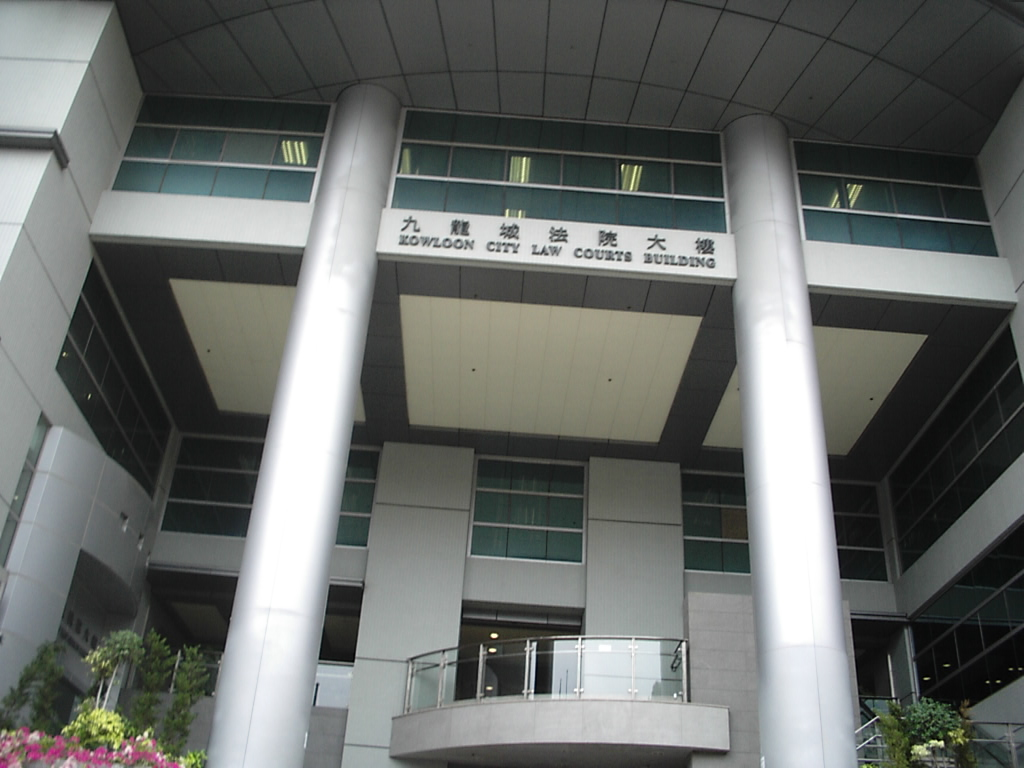
法院正門入口
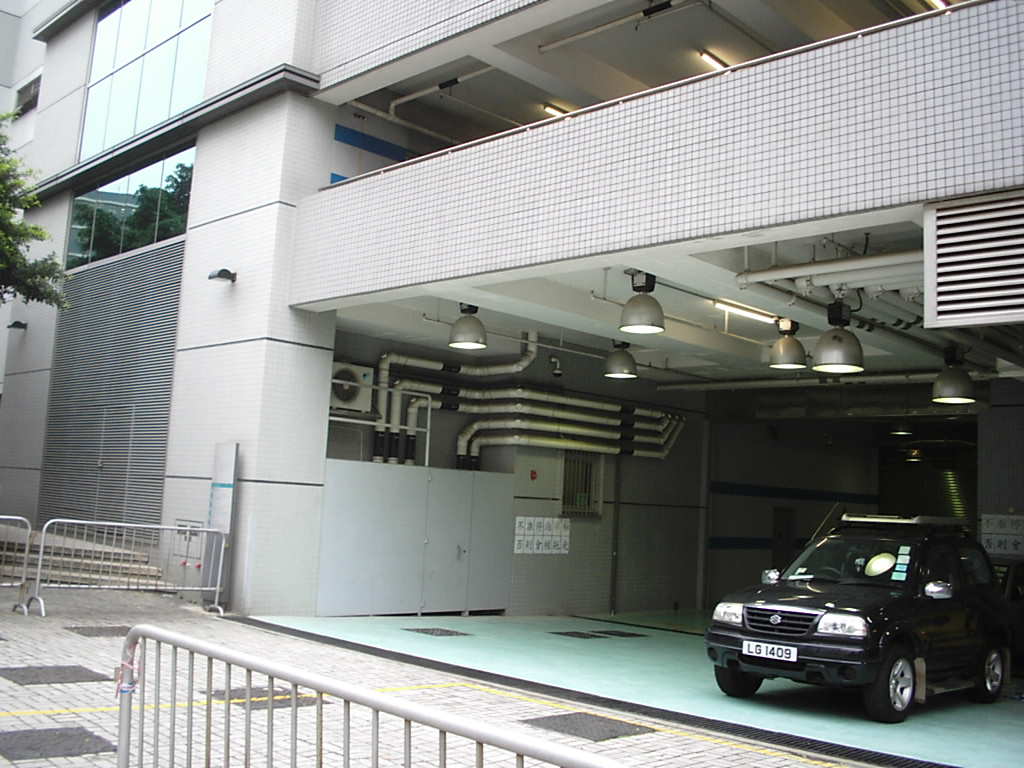
法院警車囚車出入口

## 外部連結
- 香港司法機構 （页面存档备份，存于）